# New Super Mario Bros. U
New Super Mario Bros. U er et platformspil udviklet af og udgivet af Nintendo. Det er det fjerde spil i New Super Mario Bros.-serien og blev udgivet i 2012, samtidigt som Wii U lanceredes.

## Ekstern henvisning
- Officiel hjemmeside

| computerspil | Spire Denne computerspilsrelaterede artikel er en spire som bør udbygges. Du er velkommen til at hjælpe Wikipedia ved at udvide den. |